# Serravalle Sesia
Serravalle Sesia (Seraval in piemontese), già Serravalle fino al 1863 , è un comune italiano di 4 665 abitanti della provincia di Vercelli in Piemonte, situato in Valsesia.

## Storia
Il centro abitato è antichissimo: Naula, ora piccola frazione, era insediamento romano ed è citata in un diploma imperiale al vescovo di Vercelli del 7 maggio 999. Si ha poi la fondazione del borgo franco nel 1255.
Nel 1927 furono aggregati a Serravalle Sesia i comuni di Bornate (CC B052), Piane Sesia (CC G554; già Piane fino al 1863, poi Piane di Serravalle Sesia  fino al 1913 quando assunse l'attuale denominazione , con le dieci frazioni di San Giacomo, Naula, La Sella, Casa de Ambrosis, Cantone Martellone, Casa Quazzo, Casa Imbrico, Cantone Bertola, Castorino o Cantone Mazzone Sopra, Cantone Mazzone o Cantone Mazzone Sotto) e Vintebbio (CC M061).

### Simboli
Lo stemma e il gonfalone sono stati concessi con decreto del presidente della Repubblica del 25 settembre 1960.
Il gonfalone è un drappo di azzurro.

## Monumenti e luoghi d'interesse

### Architetture religiose
Di notevole importanza la Pieve di Santa Maria di Naula, esempio di architettura romanica. Sono inoltre presenti numerose altre chiese: la Parrocchiale di San Giovanni Battista e San Nicolao, quelle di San Martino, della Madonna del Rosario e della Madonna delle Nevi. A Bornate si ricorda l'Oratorio di San Bernardo. A Sant'Euseo è consacrato l'omonimo santuario.

### Architetture militari
- Castello degli Avondo, quattrocentesco, restaurato dall'omonima famiglia nell'Ottocento e che ospita in alcuni saloni del pianterreno il Museo di Storia, d'Arte e d'Antichità "Don Florindo Piolo"
- Castello di Vintebbio costruito nel IX secolo ad opera dei Vescovi di Vercelli, divenne un singolare consortile retto da varie famiglie nobili tra cui gli Arborio, gli Avogadro, i Bellini, i Biamino, i De Rege, i Delvecchio, i Gattinara, i Salomone. Fu infine smantellato dai valsesiani nel 1559. Oggi ne restano le massicce rovine sul colle che domina il paese

## Società

### Evoluzione demografica
Abitanti censiti

## Infrastrutture e trasporti
Fra il 1908 e il 1935 Serravalle Sesia disponeva di una propria stazione lungo la ferrovia Grignasco-Coggiola, in seguito rimasta in esercizio per alcuni anni come raccordo industriale a servizio della locale cartiera; tra il 1880 e il 1933 fu servita inoltre dalla tranvia Vercelli-Aranco.

## Amministrazione
Di seguito è presentata una tabella relativa alle amministrazioni che si sono succedute in questo comune.
| Periodo          | Periodo          | Primo cittadino   | Partito                                       | Carica      | Note   |
| ---------------- | ---------------- | ----------------- | --------------------------------------------- | ----------- | ------ |
| 1982             | 5 agosto 1985    | Marzia Saini      | Partito Socialista Italiano                   | Sindaco     | [ 10 ] |
| 5 agosto 1985    | 6 luglio 1990    | Marzia Saini      | Partito Socialista Italiano                   | Sindaco     | [ 10 ] |
| 6 luglio 1990    | 28 giugno 1993   | Pierluigi Alleva  | Democrazia Cristiana                          | Sindaco     | [ 10 ] |
| 28 giugno 1993   | 2 dicembre 1993  | Alfredo Nappi     |                                               | Comm. pref. | [ 10 ] |
| 2 dicembre 1993  | 17 novembre 1997 | Gianluca Buonanno | Movimento Sociale Italiano - Destra Nazionale | Sindaco     | [ 10 ] |
| 17 novembre 1997 | 28 maggio 2002   | Gianluca Buonanno | centro-destra                                 | Sindaco     | [ 10 ] |
| 28 maggio 2002   | 29 maggio 2007   | Massimo Basso     | lista civica                                  | Sindaco     | [ 10 ] |
| 29 maggio 2007   | 9 maggio 2012    | Massimo Basso     | Lega Nord                                     | Sindaco     | [ 10 ] |
| 9 maggio 2012    | 12 giugno 2017   | Diego Ballarin    | Lega Nord                                     | Sindaco     | [ 10 ] |
| 12 giugno 2017   | 11 giugno 2018   | Alfredo Nappi     |                                               | Comm. pref. | [ 10 ] |
| 11 giugno 2018   | 16 maggio 2023   | Massimo Basso     | lista civica Noi per voi                      | Sindaco     | [ 10 ] |
| 16 maggio 2023   | in carica        | Massimo Basso     | lista civica SI Amo Serravalle Sesia          | Sindaco     | [ 10 ] |